# پیش‌زمینه قیام ورشو
قیام ورشو هنگامی رخ داد که دیگر مشخص بود آلمان نازی در حال باختن جنگ جهانی دوم است اما نتیجه این قیام مرگ ۲۵۰٬۰۰۰ غیرنظامی، نابودی شهر ورشو و تسلیم نیروهای لهستانی بود. این سزای سنگین باعث ایجاد نظرات متفاوتی دربارهٔ این قیام گشته‌است. گروهی به این اعتقادند که این قیام یک عمل غیر ضروری بود و پاره‌ای دیگر معتقدند که قیام در لهستان یک اتفاق غیرقابل پیشگیری و حتی ضروری بود تا تعهد ملت لهستان به آرمان‌های متفقین را نشان دهد. هرچند که استالین بعدها این قیام را یک اتفاق جانیانه و احمقانه توصیف کرد اما دو روز پیش از آغاز قیام این رادیو مسکو بود که اهالی ورشو را به قیام علیه اشغالگران نازی فرا می‌خواند.
برای داشتن فهمی درست از قیام ورشو باید در ابتدا شرایطی که منتج به قیام شد را از نظر گذراند. کاوش در این حوزه اما امری آسان نیست زیرا که هنوز هم اطلاعاتی از این قیام در آرشیوهای بریتانیا و روسیه مخفی مانده‌اند.

## عملیات تندباد
از همان اوان تشکیل ارتش میهنی برنامه‌ریزی برای یک قیام ملی علیه اشغالگران آغاز گشته بود. طرح‌های اولیه را دولت در تبعید لهستان در سال ۱۹۴۲ تهیه کرده بود که به موجب آن در هنگام تهاجم متفقین به غرب اروپا، آلمان برا حفاظت از خود مجبور است قسمت قابل توجهی از نیروهایش را از جبهه شرق به غرب منتقل نماید و در همین مرحله لهستانی‌ها باید با انجام عملیاتی جلوی انتقال را بگیرند تا بریتانیایی‌ها و آمریکایی‌ها بتوانند اروپا را آزاد کنند.
در سال ۱۹۴۳ مشخص شد که تهاجم در غرب به زودی انجام نخواهد گشت و احتمالاً ارتش سرخ پیش از آغاز تهاجم در غرب به مرزهای پیش از جنگ لهستان و شوروی خواهد رسید. در فوریه ۱۹۴۳ ژنرال استفان رووتسکی اصلاحاتی را در طرح انجام داد که به موجب طرح جدید قیام در سه مرحله آغاز می‌گشت. در مرحله اول پیش از رسیدن ارتش شوروی به شرق لهستان قیام در مراکز شرقی مقاومت مانند لووف و ویلنیوس آغاز می‌گشت و در مرحله دوم قیام در کمربند میان خط کرزن و رود ویستولا شعله‌ور می‌گشت تا در مرحله بعد تمام لهستان به پا خیزد.
روابط لهستان و شوروی در ۲۵ آوریل ۱۹۴۴ و با آشکار شدن کشتار کاتین به شدت متشنج گشت و مسلم بود که از این پس از نظر لهستانی‌ها ارتش سرخ نه به عنوان نیروهای آزادی‌بخش که تنها به عنوان «متحد متحدین ما» شناخته خواهد شد. دولت در تبعید لهستان در ۲۶ نوامبر ۱۹۴۳ دستوری را صادر کرد که به موجب آن اگر تا پیش از رسیدن ارتش شوروی رابطه میان دو کشور دوباره برقرار نگردد نیروهای زیر زمینی باید به فعالیت مخفی خود ادامه بدهند و منتظر دستورهای بعدی بمانند. در داخل لهستان اما فرماندهان ارتش میهنی رویه دیگری را در پیش گرفته و نسخه نهایی عملیات تندباد را در ۳۰ نوامبر ۱۹۴۳ آماده نمودند.

## پیشروی شوروی
برای لهستانی‌ها واضح بود که ارتش سرخ خاک این کشور را آزاد کرد و شوروی دولت در تبعید لهستان را به رسمیت نمی‌شناخت. از این رو طرح قیام به مثابه یک بیانیه سیاسی طراحی گشت تا ضمن عملیاتی مستقیم علیه اشغالگران نازی، نفوذ دولت در تبعید را در خاک لهستان اشغالی نشان دهد؛ زیرا این نگرانی وجود داشت که پس از پایان جنگ متفقین دیگر نیز مشروعیت دولت در تبعید مستقر در لندن را رد نمایند.
در ابتدای ورود ارتش شوروی به خاک لهستان نیروهای ارتش میهنی عملیات‌های مشترک و موفقی را با آن‌ها برای آزادی شهرها و نواحی مختلف انجام دادند اما در بیشتر موارد پس از پایان درگیری افسران لهستانی و مقام‌های محلی توسط ان‌کاوه‌ده و به گولاگها فرستاده می‌شدند و نیروهای عادی نیز مختار بودند یا به واحدهای ارتش سرخ بپیوندند یا به سرنوشت افسران خود دچار شوند.
به هر رو و به علت پیشروی سریع نیروهای شوروی راه حلی را نمی‌دیدند تا همچنان با ارتش سرخ همکاری نمایند. دولت در تبعید لهستان بارها از اس‌اوای و وزارت امور خارجه بریتانیا خواسته بود تا مأمورانی مانند آنچه برای دیگر جنبش‌های مقاومت در سرتاسر کشورهای اروپایی فرستاده‌اند را به لهستان ارسال کنند اما تقاضا آن‌ها تا دسامبر ۱۹۴۴ اجابت نشد.
قرائت رسمی تبلیغات شوروی می‌گفت که جنبش زیرزمینی لهستان در انفعال است و دردسر خاصی را برای نیروهای آلمانی ایجاد نمی‌نماید. در ژوئیه ۱۹۴۴ و با نزدیک شدن نیروهای ارتش سرخ به ورشو رادیو مسکو از لهستانی‌ها می‌خواست تا با قیام علیه اشغالگران آلمانی راه ارتباطی میان نیروهای آلمان در شرق و غرب رود ویستولا را قطع کنند. در ۲۹ ژوئیه اولین واحدهای زرهی شوروی به حومه ورشو رسیدند.
سیل گزارش‌های اخیر از نواحی شرقی لهستان دربارهٔ خلع سلاح، محاکمه و اعدام مبارزان لهستانی توسط شوروی، فرماندهی عالی ارتش میهنی را در ۲۱ ژوئیه قانع نمود تا گستره عملیات تندباد را تا خود ورشو گسترش دهد و تاریخ قیام ۱ اوت تعیین شد.

## طرح دفاعی آلمان در برابر شوروی
آلمانی‌ها قصد داشتند تا حد ممکن از ورشو دفاع کنند زیرا هم بر روحیه سربازانشان تأثیر مهمی داشت و هم به واسطه موقعیتش نقش مهمی در حمل و نقل‌های ارتش آلمان ایفا می‌کرد. از همین رو در انتها ژوئیه شهر به عنوان ورشو دژ معرفی گشت اما کودتای ۲۰ ژوئیه و ترور ناموفق آدولف هیتلر باعث شد بیشتر واحدهای آلمانی از شهر عقب‌نشینی کنند. ارتش میهنی لهستان این کاهش محسوس نیروهای آلمانی را نشانه‌ای از اضمحلال و نزدیکی سقوط رایش سوم می‌دید و موقعیت را برای قیام مناسب‌تر می‌دید.
در ۲۷ ژوئیه هانس فرانک که رئیس دولت عمومی لهستان بود فرمان بسیج ۱۰۰٬۰۰۰ مرد لهستانی میان ۱۷ تا ۶۵ سال را صادر کرد. این افراد قرار بود برای ساخت استحکامات جهت دفاع از شهر استفاده شوند اما ارتش میهنی این را حرکتی جهت از بین بردن توان خود می‌دید و از مردم خواست تا این فرمان را نادیده بگیرند و ژنرال تادئوس کوموروسکی در ترس از عملیات انتقامجویانه آلمانی‌ها فرمان بسیج عمومی نیروهای ارتش میهنی در ورشو را صادر کرد.